# 何儀
何 儀（か ぎ、生没年不詳）は、中国後漢時代末期の人物。黄巾軍頭目のひとり。

## 生涯
黄巾の乱が鎮圧された後も、汝南郡・潁川郡において、同じく頭目である劉辟・黄邵・何曼らと共に数万の軍勢を擁していた。彼らは初め袁術、次いで孫堅に追従した。
建安元年（196年）2月、曹操はこの黄巾軍を討伐して撃破に成功し、劉辟・黄邵らを斬った。何儀は部下と共に曹操軍へ降伏した。その後の事跡は不明。

## 三国志演義
小説『三国志演義』では第12回で登場。史実同様、黄巾軍の残党として跋扈していたところを、曹操によって討伐される。何曼を討ち取られ、黄邵を生け捕られると、戦意を喪失して逃走を図るが、在野の士であった許褚によって捕縛される。許褚が曹操に帰順した後、何儀と黄邵は共に処刑された。